# 伊藤菊雄
伊藤 菊雄（いとう きくお、1935年10月24日 - 2015年8月15日）は、日本の元野球指導者、プロ野球スカウト。元読売ジャイアンツスカウト部長。

## 人物
愛媛県西条市出身。愛媛県立西条南高等学校時代は外野手としてプレー。近畿大学入学後、近畿大学体育会硬式野球部に入るもチームマネージャーに転向する。大学卒業後に近畿大学に職員として入職し、野球部コーチ、助監督を経て、1961年に読売ジャイアンツにスカウトとして入団。ジャイアンツでは関西担当スカウトとして活躍した。
1987年から1995年までスカウト部長を務め、1999年に退職。スカウト時代には村瀬広基、河埜和正、淡口憲治、小林繁、西本聖、駒田徳広、吉村禎章、村田真一、川相昌弘、斎藤雅樹、水野雄仁、桑田真澄、橋本清らの獲得に携わった。
1990年のプロ野球コンベンションでスタッフ部門賞を受賞した。
2003年1月、阪神タイガース監督・星野仙一の要請でスカウト部門の非常勤顧問として阪神入りしたが、体調不良のため2004年4月に退団した。
2015年8月15日、心不全のため死去。79歳没。

## スカウトとして
伊藤が川上監督から「自分の足を使い、自分の目に自信を持て」と授けられたスカウト心得を基に、新人選手をチェックするに当たり、最低3度は自分の目で見てプロで活躍できるという確信が持てないと獲得リストには挙げなかった。その伊藤が選手チェックの際に特に重視していたのは『体のバネ』であったという。小林を見出した時は「体が細いけれども躍動感があった。マウンドへ上がる姿がイキイキしていてそれを気に入った」と語り、西本については「彼が松山商業高等学校1年の時から注目していて、（獲得するために）甲子園の地区予選で早く負けてくれと念じていた」と語っている。
1961年、伊藤がスカウトになりたての時に関西大学を中退させて9月に獲得したのが村瀬広基で、その村瀬が1961年のシーズンの終盤に大活躍して監督就任1年目の川上に最初のセントラル・リーグ優勝の栄冠をもたらす立役者になった時は、「彼がいなかったら優勝できなかった」と川上に感謝の言葉を言わしめた。
息子の伊藤敬司もPL学園、青山学院大学、JR東海で捕手として活躍した。